# Sales de baño

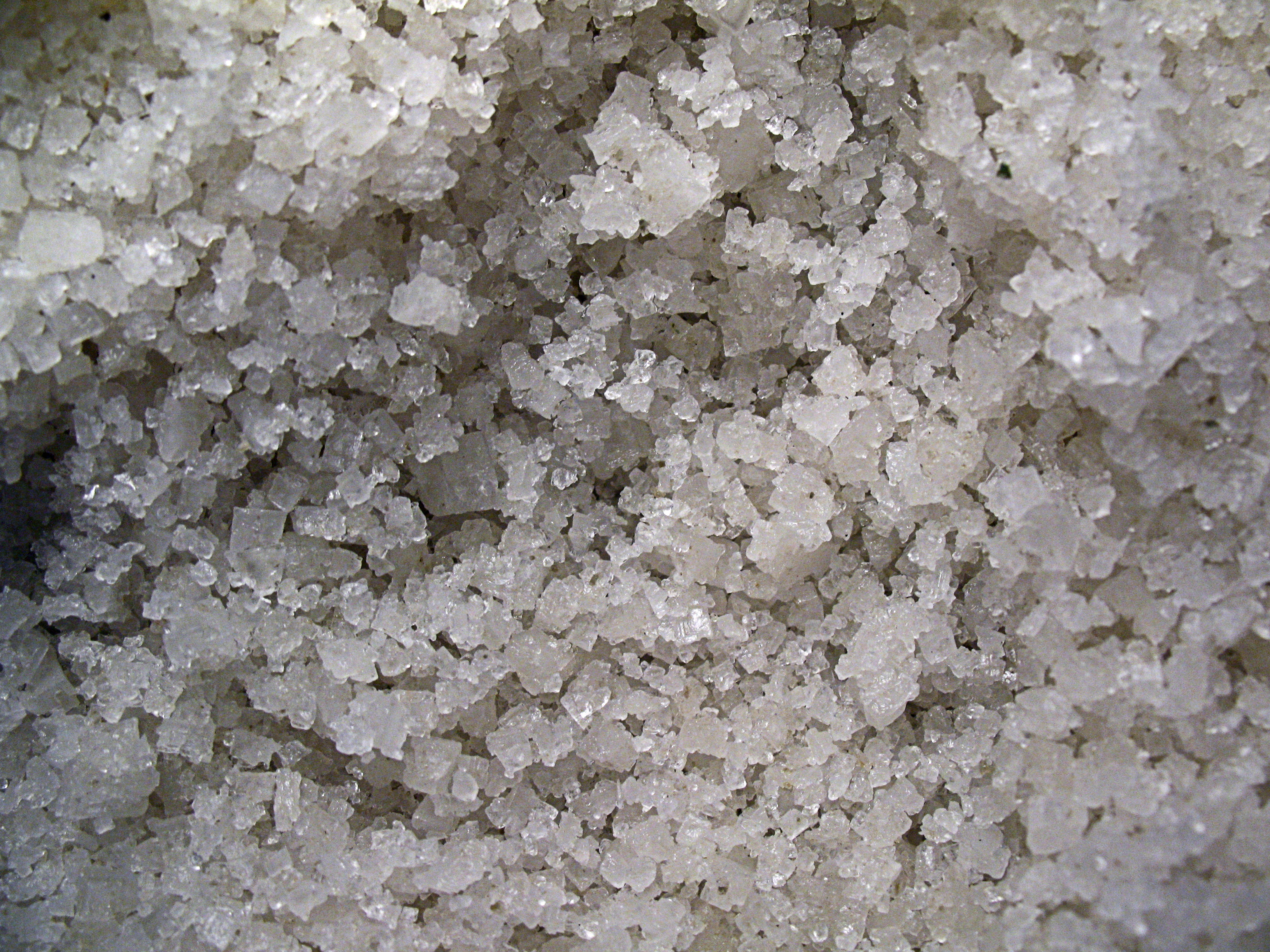
Sales de baño.

Las sales de baño son substancias inorgánicas solubles que se añaden al agua del baño. Se les denomina sales y en algunos casos pretenden tener efectos sobre la salud, o de mejora de los efectos saludables del propio baño. A veces son el vehículo apropiado para la aplicación de otro agente cosmético. Se han desarrollado algunas sales de baño que imitan las propiedades del agua mineral natural o fuentes termales.

## Descripción
Su nombre viene de su parecido con los cristales de sal común. Químicamente hablando, todas las sales de baño son verdaderas sales, pero la mayor parte de sales orgánicas comúnmente utilizadas en baños (especialmente tensoactivos como el jabón) no son llamadas "sales de baño" porque se parecen más a la cera o al aceite.[cita requerida]
Estas sales incluyen sulfato de magnesio (sal de Epsom), cloruro sódico (sal de mesa), bicarbonato de sodio (sal efervescente), hexametafosfato de sodio (Calgon, forma amorfa/cristalina del metafosfato de sodio), sesquicarbonato de sodio, bórax y citrato de sodio.
Glicerina, o glicerina líquida, es otro ingrediente común de las sales de baño. Sus beneficios para la salud y belleza le permiten ser clasificada como humectante o lubricante al emplearse en sales de baño.
Frecuentemente se añaden fragancias y colores a las sales de baño; de hecho, un propósito de las sales es ser el vehículo o diluyente para esparcir fragancias que de otro modo serían demasiado potentes para un empleo conveniente. Otros aditivos comunes de las sales de baño son aceites (aglomerando las sales para formar gránulos amorfos, llamados "cuentas de baño" o "cuentas de aceite de baño"), agentes espumantes y agentes efervescentes.
Las sales de baño pueden venderse empacadas en cajas o bolsas. Su apariencia es frecuentemente considerada atractiva, pudiendo ser vendidas en contenedores transparentes que muestran, por ejemplo, la forma de aguja de los cristales de sesquicarbonato de sodio.

## Historia
La descripción más temprana sobre los diferentes tipos de sales, sus empleos y métodos de extracción fue publicada en China alrededor del 2700 A.C. Hipócrates indicaba a sus discípulos el uso de agua salada para curar diversas dolencias, sumergiendo a los pacientes en agua de mar. Los antiguos griegos continuaron empleando este tratamiento y en 1753 el médico inglés Charles Russel publicó "The Uses of Sea Water".

## Efectos
Las sales de baño cambian el balance osmótico del agua, por lo cual menos agua es absorbida por la piel mediante ósmosis. Algunas sales de baño tales como los fosfatos tienen una acción detergente que ablanda piel encallecida y ayudan a la exfoliación. Algunas sales de baño actúan como ablandadores de agua y cambian la forma en como se enjuaga el jabón. Se puede producir cierta confusión tras una primera experiencia con agua blanda. El jabón no produce mucha espuma con el agua dura y puede dejar una sensación pegajosa. El agua blanda produce más espuma que el agua dura, pero la piel se siente resbalosa por más tiempo durante el enjuague del jabón, incluso si su espuma se va más rápido, porque queda soluble.
Altas concentraciones de sales incrementan la densidad del agua y aumentan la flotabilidad, haciendo que el cuerpo se sienta más ligero en el baño. Concentraciones de sales muy altas en el agua son empleadas en varias terapias con tanque de aislamiento. Los investigadores también han estudiado su empleo en el tratamiento de la artritis.